# Chrystian IV Oldenburg
Chrystian IV (ur. 12 kwietnia 1577, zm. 28 lutego 1648) – król Danii i Norwegii w latach 1588–1648 z dynastii oldenburskiej.

## Życiorys
Był najstarszym synem króla Fryderyka II oraz Zofii, córki Ulryka III, księcia meklemburskiego.
W momencie wstąpienia na tron Chrystian IV miał zaledwie 11 lat, więc rządy w imieniu małoletniego króla sprawowała Rada Państwa (z Nielsem Kaasem na czele). Władzę w obu królestwach objął po koronacji w 1596 roku. W 1597 poślubił Annę Katarzynę (1575–1612), córkę Joachima Fryderyka, margrabiego-elektora Brandenburgii. Ich syn, jedyny, który przeżył Chrystiana IV, objął trony Danii i Norwegii w 1648 jako Fryderyk III.

## Polityka ekonomiczna

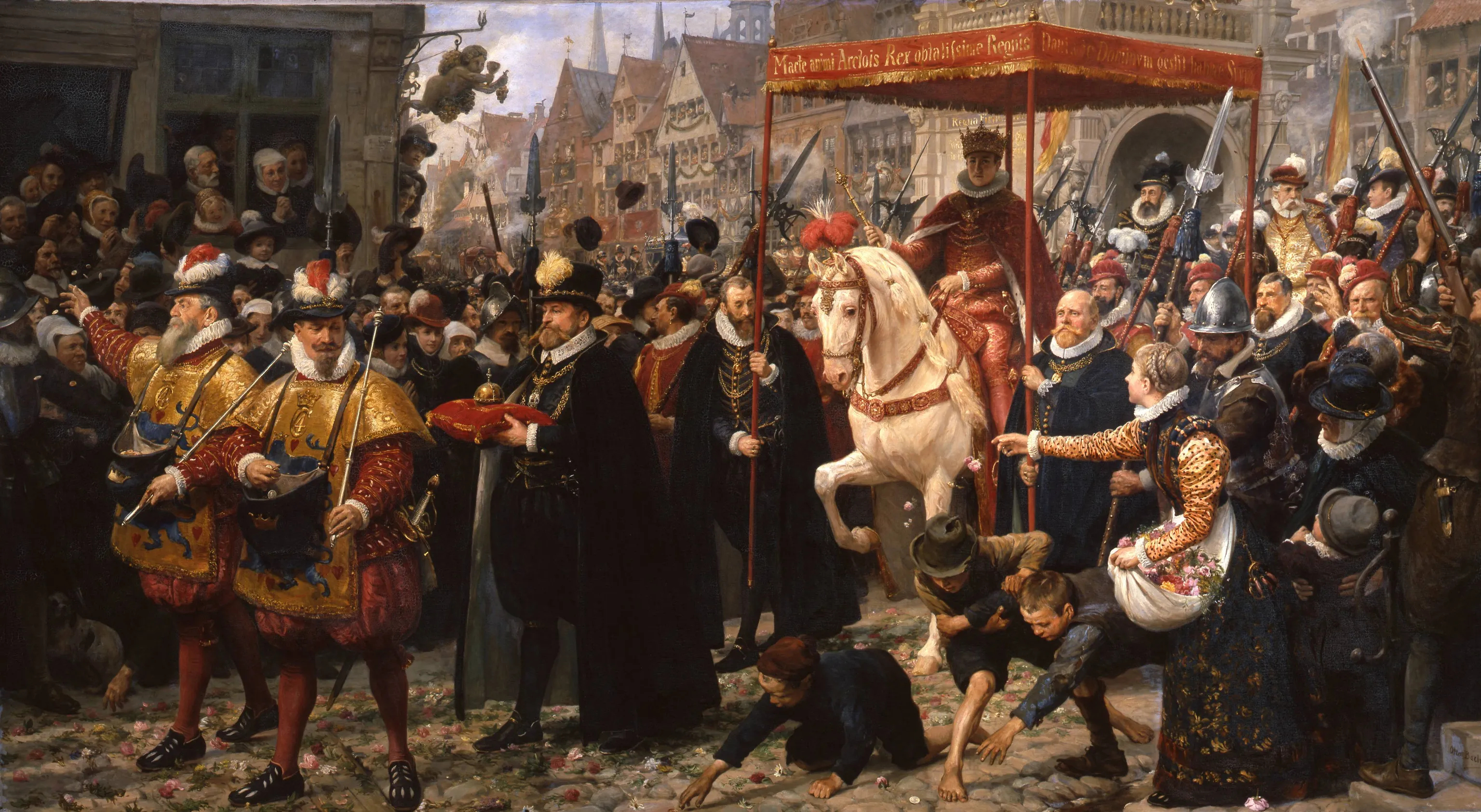
Koronacja Christiana IV. Obraz Otto Bache z roku 1887

Król prowadził politykę merkantylizmu. Zakładał liczne manufaktury (pierwszą i najważniejszą była manufaktura włókiennicza założona w 1605 w więzieniu). Tworzył monopole handlowe, założył islandzką, grenlandzką i wschodnioindyjską kampanię handlową. W 1616 uzyskał kolonię Tranguebar. Jednak wszystkie wysiłki mające na celu utworzenie z Kopenhagi ważnego bałtyckiego ośrodka gospodarczego spełzły na niczym (choć znacznie przyczyniły się do zwiększenia lokalnego znaczenia miasta, powiększenia liczby i zamożności ludności).

## Polityka zbrojna

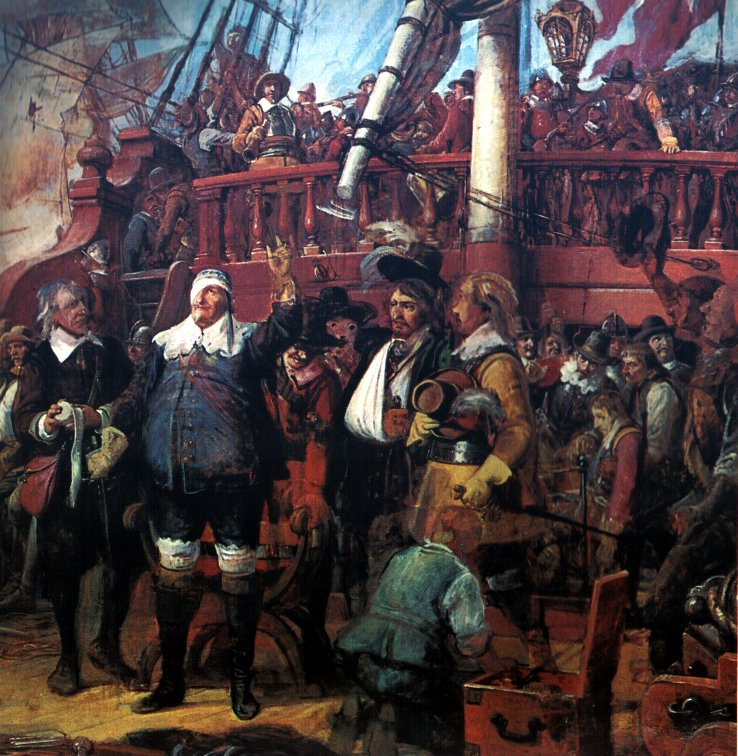
Chrystian IV po Bitwie w Zatoce Kilońskiej

Ambicją Chrystiana IV było uczynienie z Królestwa Danii i Norwegii największego mocarstwa nie tylko ekonomicznego, ale również politycznego i militarnego w północnej Europie. Uniemożliwiały mu to jednak problemy z zachowaniem pozycji duńskiej w Norwegii, gdzie dawały się odczuć wpływy zdecydowanej szwedzkiej polityki ekspansjonistycznej. Wprawdzie flota duńska została mocno rozbudowana, ale Dania nie była w stanie wystawić armii mogącej zmierzyć się ze szwedzką. Wojna kalmarska w latach 1611 – 1613, którą Dania musiała toczyć za pomocą wynajętych za duże kwoty oddziałów najemnych, nie doprowadziła do zdecydowanego rozwiązania kwestii.
Król zaangażował się też w wojnę trzydziestoletnią (gdy działania wojenne zaczęły się zbliżać do północnych Niemiec). Doprowadziło to do szeregu klęsk i wycieńczenia finansowego króla (ponieważ rada państwa nie udzieliła mu zgody na udział w tej wojnie, przystąpił do niej jako książę Szlezwiku i Holsztynu).
Błędem Chrystiana było niezdecydowanie w stosunkach z Polską. Po wrogich działaniach (zatopienie okrętów królewskich Władysława IV zakotwiczonych w porcie gdańskim), król zmienił zdanie i planował rozpoczęcie z Polską wspólnej akcji przeciwko Szwedom. Jednak w ostatniej chwili wycofał się z planowanego sojuszu, co natychmiast wykorzystała Szwecja, i w styczniu 1644 zadała Danii szereg druzgoczących ciosów (przejęła Jutlandię i Skanię). Król starał się odzyskać te ziemie za pomocą floty. W lipcu 1644 floty duńska i szwedzka stoczyły bitwę w Zatoce Kilońskiej. Bitwa nie zakończyła się zdecydowanym zwycięstwem Danii, sam król jednak wykazał się w niej wielkim męstwem, stracił oko – opowieść o tej bitwie zawarta jest w hymnie Danii Kong Kristian. Bitwa w Zatoce Kilońskiej jednak była początkiem szeregu klęsk zakończonego 13 sierpnia 1645 traktatem z Brömsebro, na mocy którego Dania straciła swoją dominującą pozycję w rejonie Bałtyku.

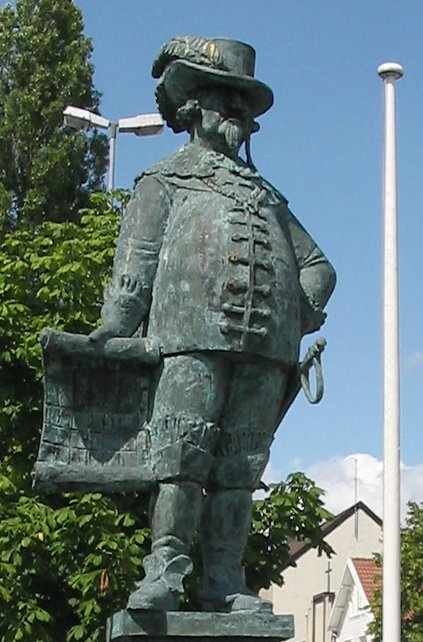
pomnik Chrystiana IV w Kristiansand

## Architektura i miasta
Mottem Chrystiana IV było Bojaźń Boża wzmacnia królestwa (duń. Gudsfrygt styrker rigerne, łac. Regna Firmat Pietas, skrót RFP). Król interesował się architekturą i ufundował wiele ważnych budynków (Budynek Giełdy w Kopenhadze, zamki Rosenborg i Frederiksborg, Kościół Świętej Trójcy, Kościół na Wyspie i inne); do dziś fronty tych budynków oznaczone są właśnie literami RFP. W latach 1596–1621 król wydał na budowle około 660 tysięcy talarów.
Rozumiejąc funkcję miast jako ośrodków nie tylko gospodarczych, ale i strategicznych, Chrystian IV założył miasta Kristiansand (dziś Norwegia) i Kristianstad w Skanii, port Christianshavn w cieśninie Sund, Glückstadt w Holsztynie, oraz Kristianię.

## Potomstwo
Dzieci Chrystiana IV z królową Anną Katarzyną
- Fryderyk – ur. 15 sierpnia 1599 – zm. 9 września 1599
- Chrystian Chrystian Książę Wybrany (den unvalgte prins Christian) -1603
- Zofia – ur. 4 stycznia 1605 – zm. 7 września 1607
- Elżbieta – ur. 16 marca 1606 – zm. 24 października 1608
- Fryderyk – urodzony w roku 1609 (później Fryderyk III)
- Ulryk – urodzony w roku 1611

Dzieci Chrystiana IV z Kirsten Madsdtatter
- Chrystian Ulryk Gyldenløve

Dzieci Chrystiana IV z Karen Andersdatter
- Dorota Elżbieta Christiansdatter 1613 – 1615
- Hans Ulryk Gyldenløve

Dzieci Chrystiana IV z Ingeborg Andrersdatter Huitfeld
- Alhed Povelsdatter 1617 – 1645 zamężna z Henrichem Henrichsenem

Dzieci Chrystiana IV z Kirsten Munk
- nienazwane dziecko zmarłe wkrótce po porodzie (ur. i zm. w 1615)
- nienazwany chłopiec zmarły wkrótce po porodzie (ur. i zm. w 1617)
- Anna Chrystiana Oldenburg (ur. 10 sierpnia 1618 – zm. 20 sierpnia 1633)
- Zofia Elżbieta Oldenburg (ur. 20 września 1619 – zm. 29 kwietnia 1657); żona Chrystiana von Pentz
- Eleonora Krystyna Oldenburg (ur. 8 lipca 1621 – zm. 16 marca 1698); żona Corfitza Ulfeldta (1606–1664)
- Waldemar Chrystian Oldenburg (ur. ok. 1622 – zm. 26 lutego 1656)
- Elżbieta Augusta Oldenburg (ur. 28 grudnia 1623 – zm. 9 sierpnia 1677); żona Hansa Lindenove
- Fryderyk Chrystian Oldenburg (ur. 26 kwietnia 1625 – zm. 17 lipca 1627)
- Chrystiana Oldenburg (ur. 15 lipca 1626 – zm. 6 maja 1670); żona Hannibala Sehesteda
- Jadwiga Oldenburg (ur. 15 lipca 1626 – zm. 5 października 1678); żona Ebbego Ulfeldta
- Maria Katarzyna Oldenburg (ur. 29 maja 1628 – zm. 1 września 1628)
- Dorota Elżbieta Oldenburg (ur. 1 września 1629 – zm. 18 marca 1687); prawdopodobnie córka hrabiego Ottona Ludwiga Salm-Kyburg.

Dzieci Chrystiana IV z Vibeke Kruse
- Chrystian Fryderyk Gyldenløve, urodzony w roku 1630
- Zofia Elżbieta Christiansdatter, urodzona w roku 1633 zamężna z Clausem von Ahlefeldtem